# Clet Feliho
Clet Feliho (* 14. Februar 1954 in Conakry, Guinea) ist römisch-katholischer Bischof von Kandi.

## Leben
Clet Feliho empfing am 21. Juli 1979 durch den Bischof von Parakou, Nestor Assogba, das Sakrament der Priesterweihe.
Am 29. Januar 2000 ernannte ihn Papst Benedikt XVI. zum Bischof von Kandi. Der emeritierte Präfekt der Kongregation für die Bischöfe, Bernardin Kardinal Gantin, spendete ihm am 10. Juni desselben Jahres die Bischofsweihe; Mitkonsekratoren waren der Erzbischof von Cotonou, Nestor Assogba, und der Erzbischof von Ibadan, Felix Alaba Adeosin Job.